# Вілла «Під Божою Матір'ю»
Вілла «Під Божою Матір'ю» — одна з найстаріших вілл у місті Трускавець, що збереглася до нашого часу, пам'ятка архітектури місцевого значення, охоронний № 534-М. Тепер у будівлі вілли розташований готель «Парк» та ресторан на 40 місць.

## Розташування

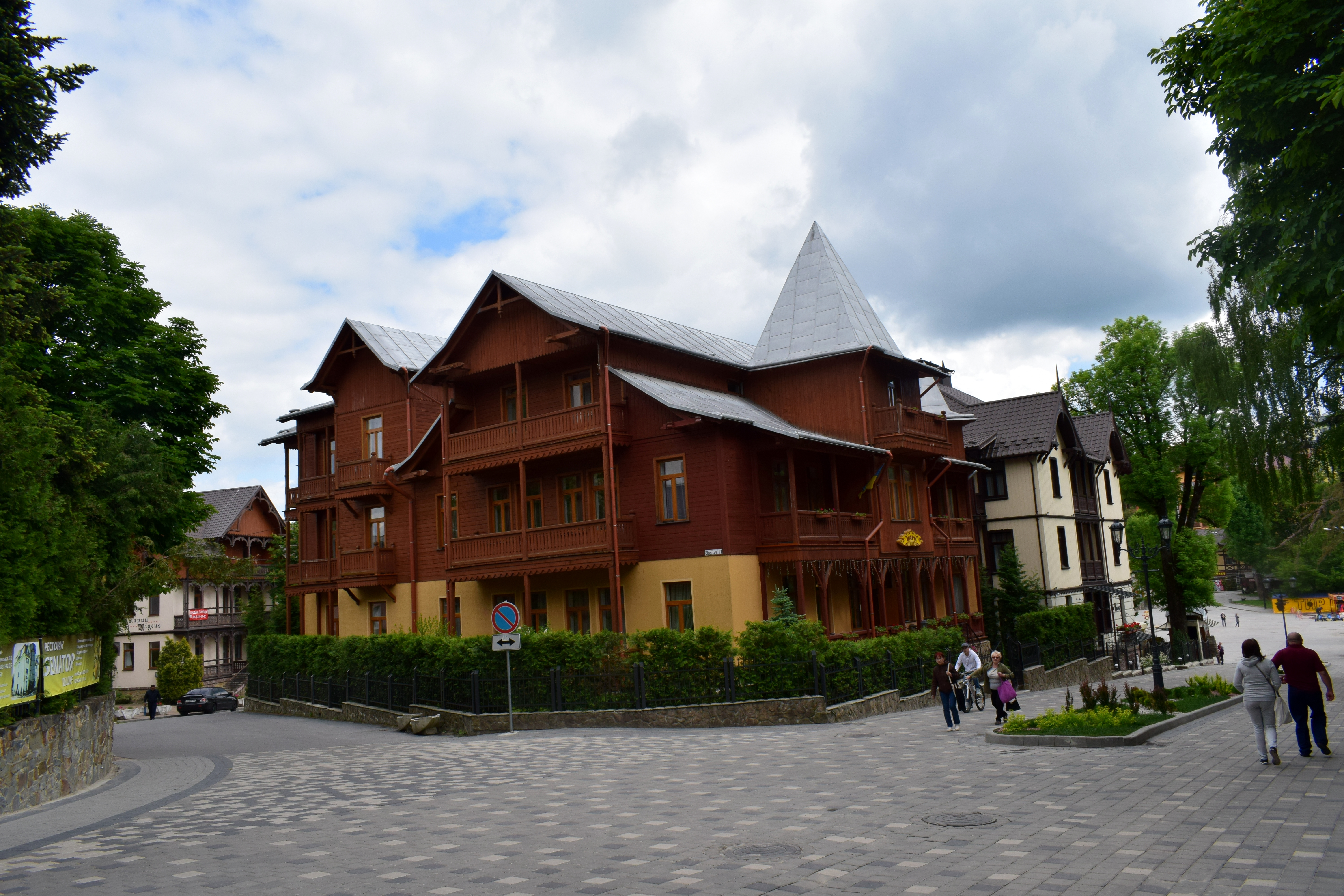

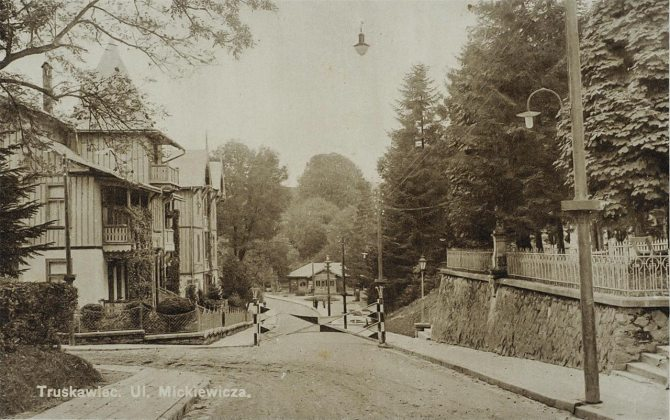
Вілла «Під Божою Матір'ю», перша половина ХХ ст.

Вілла «Під Божою Матір'ю» знаходиться у середмісті Трускавця, навпроти костелу Внебовзяття Пресвятої Діви Марії, нижче Палацу Культури імені Т. Г. Шевченка, вілли «Постій» та готелю «Міротель», вище парку «Курортний», за 300 метрів від Бювету мінеральних вод №1.

## Історія
Вілла «Під Божою Матір’ю» була побудована у 1898 році практикуючим лікарем Зеноном Пельчаром, який бв також власником вілли« Софія». Цього ж року в Трускавці було збудовано 7 вілл, з яких донині збереглися 4: «Ґражина», «Світезянка», «Софія» та «Під Божою Матір’ю». Вілла «Під Божою Матір’ю» збудована була відповідно до тодішніх найновіших вимог, мала 20 розкішно умебльованих комфортабельних номерів, та стала справжньою окрасою курорту.
Назву свою отримала від скульптури Матері Божої, яка знаходилась через дорогу навпроти, біля каплиці св. Кунеґунди, яку в 1910 році перебудували у римо-католицький костел Внебовзяття Пресвятої Діви Марії.
За радянських часів з цієї вілли зробили спальний корпус санаторію «Берізка». Через певний період він занепав, ремонтних робіт ніхто не проводив.
Після приватизація ЗАТ «Трускавецькурорт», у 2010 році будівля вілли «Під Божою Матір’ю» перйшла у приватні руки. Будівлю відреставрували, привели до первісного стану та дали нову назву — «Готель «Парк», який відкрився у січні 2011 року.

## Архітектура
Вілла «Під Божою Матір'ю» побудовано у стилі модерну, з ознаками швейцарського та карпатського стилів (елементами декору бойківської різьби по дереву).
Будівля вілли дерев'яна, триповерхова, завершується пірамідальним дахом.
Вілла «Під Божою Матір'ю» належить до другого періоду формування курортної забудови (1895 — 1920) міста Трускавця.

## Світлини

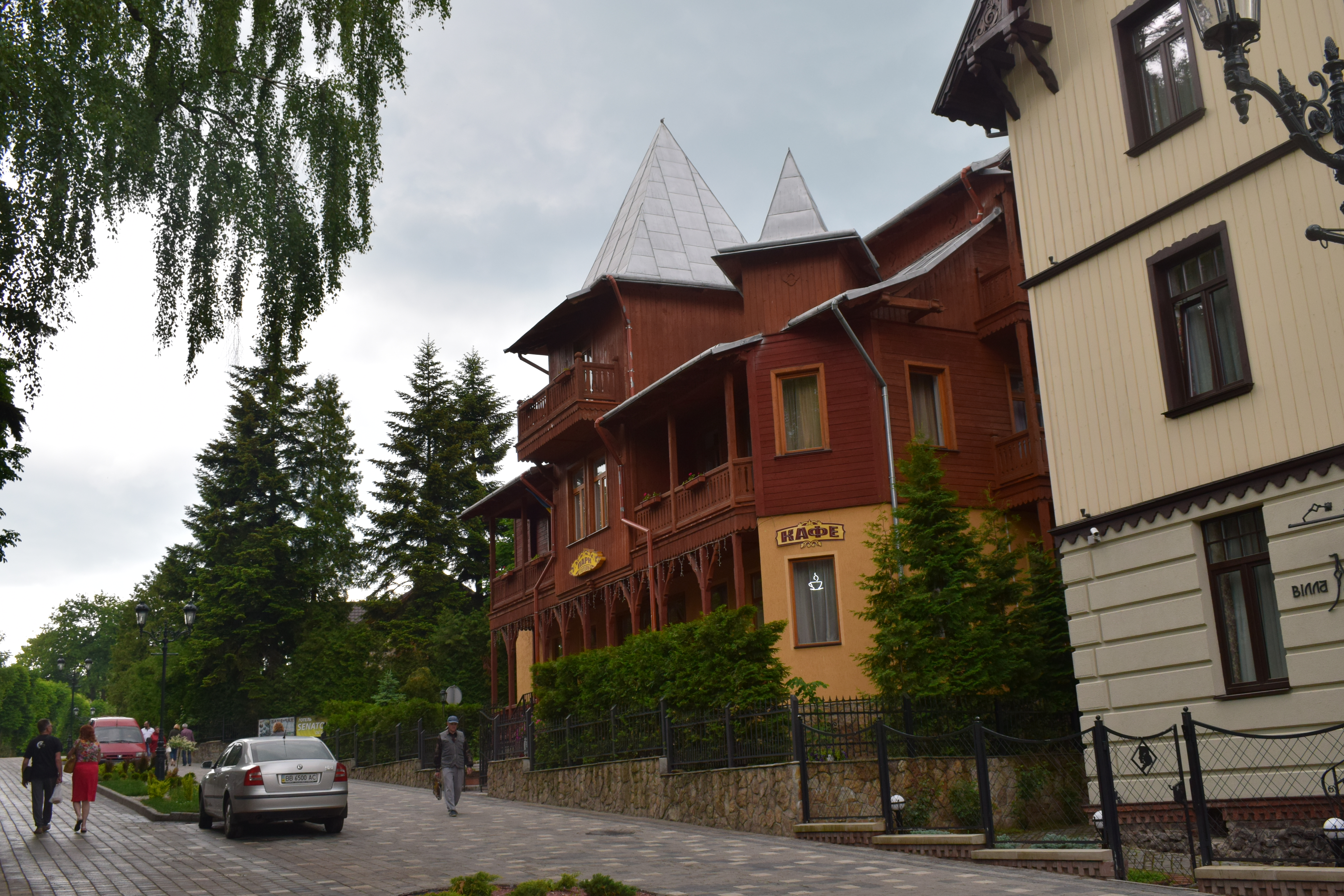
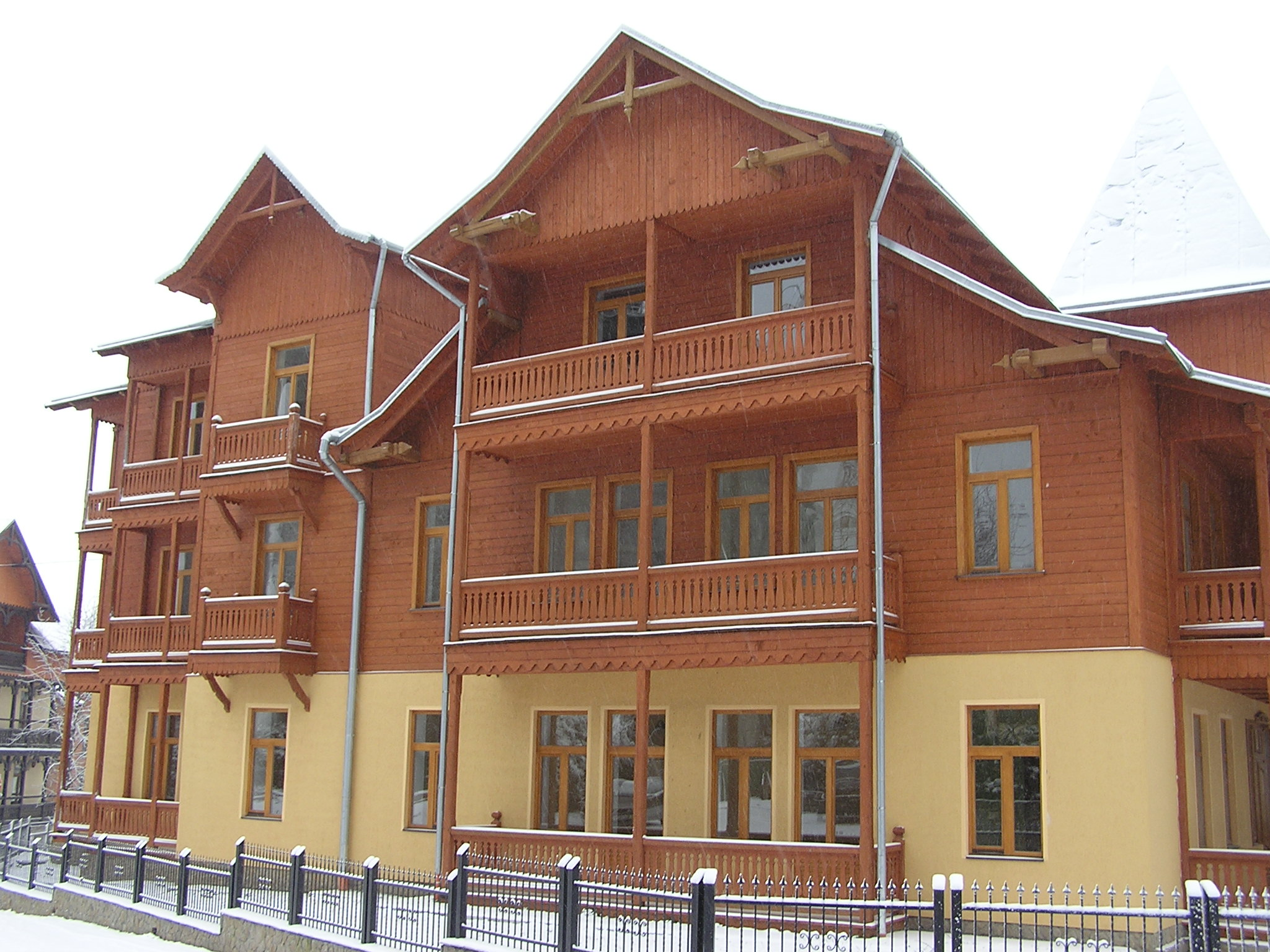
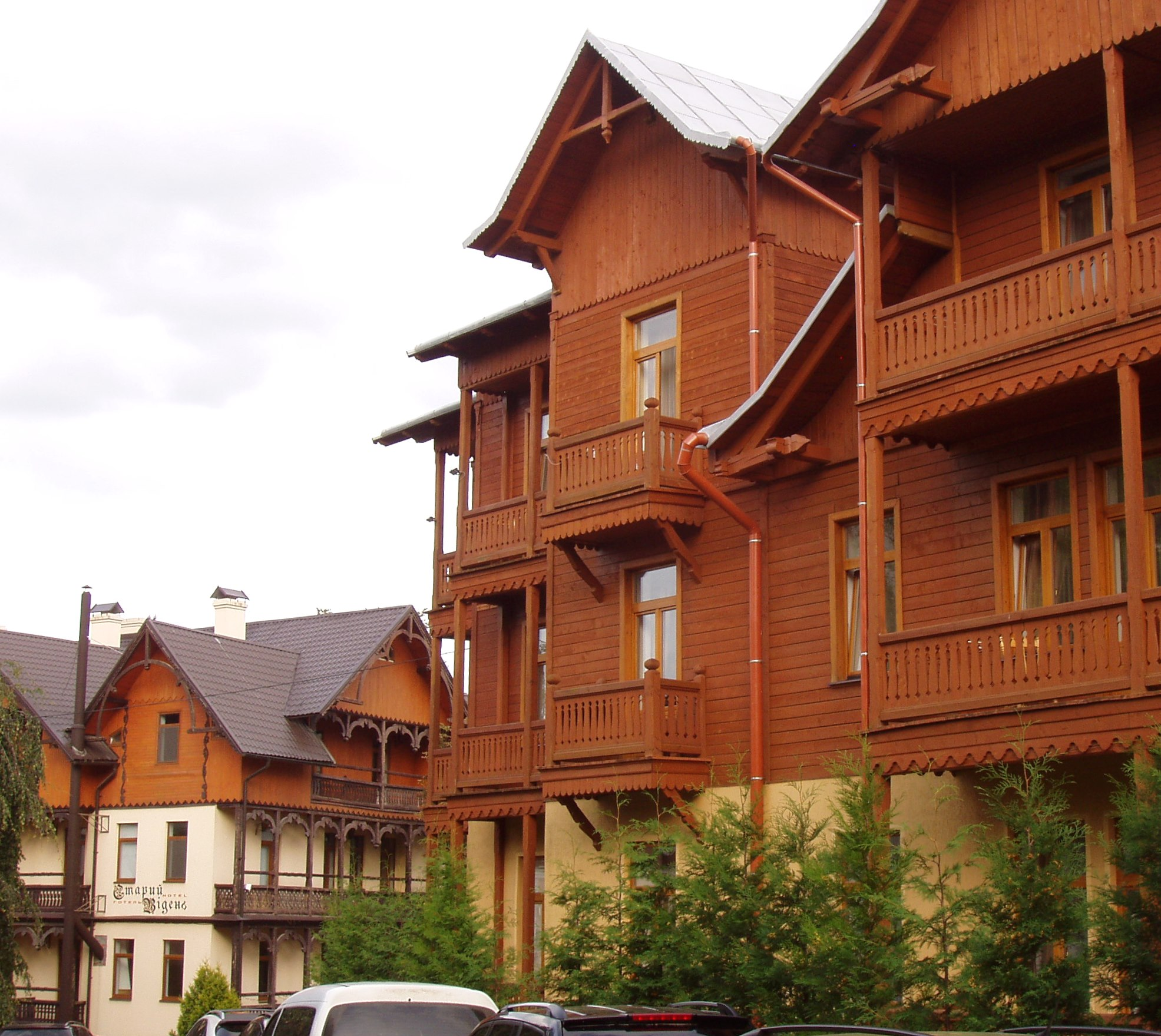
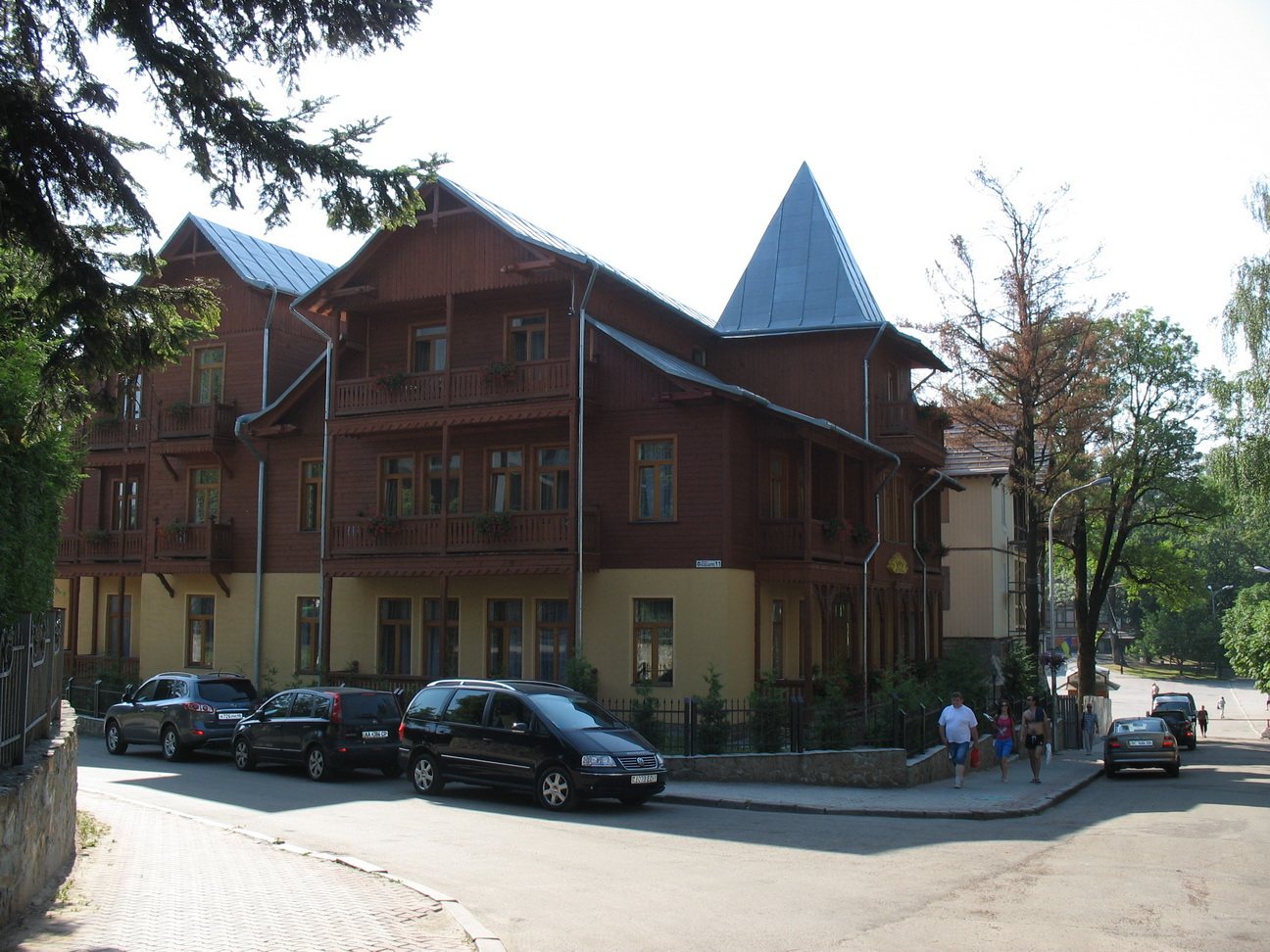